# Аймагамбет, Айман Утегеновна
Айман Утегеновна Аймагамбет (09.11.1959) — советская, казахская актриса

 театра и кино, Заслуженный деятель Казахстана (2016).

## Биография
Родился 9 ноября 1959 года в селе Карсакбай Улытауского района Карагандинской области.
С 1967 по 1977 год окончила среднюю школу имени Ж. Жабаева.
В 1978-1980 годах работала певицей в ансамбле «Жезкік» Жезказганской областной филармонии.
С 1980 по 1984 год окончила факультет пения и дирижирования Музыкального училища им. П.И. Чайковского в Алматы. С 1984 по 1989 год с отличием окончила Театрально-художественный институт им. Т. Жургенова в г. Алматы, факультет «Актер музыкально-драматического кино». Педагог - Заслуженная артистка Казахстана, профессор Рахилям Машурова.
С 1989 по 1991 год работала в Жезказганском музыкально-драматическом театре.
С 1991 года работает актрисой Государственного академического казахского музыкально-драматического театра им. К. Куанышбаева.

## Основные роли на сцене
1. М. Ауэзов «Айман - Шолпан» - Айман
2. М. Ауэзов «Енлик - Кебек» - Енлик
3. М. Ауэзов «Қара қыпшақ Қобыланды» - Күнекей
4. М. Ауэзов «Карагоз» - Акбала
5. Ш. Кусайынов «Мазар» – Қарқабат
6. А. Тауасаров «На острове любви» - Айна
7. Г. Мусрепов «Козы Корпеш - Баян Сулу» - Тансык
8. И. Кальман «Сильва» - Сильва
9. Ф. Эрве «Дева Лисица» - Карина
10. Т. Ахтанов «Күшік күйеу» - Ботка, Бигайша
11. Ч. Айтматов «Лицом к лицу» - Сеиде
12. Ч. Айтматов «День длиннее века» - Мать Найман
13. Ч. Айтматов «Ана–Жер–Ана» - Жер Ана
14. Ч. Айтматов «Арманым Әселім» - Әсел
15. У. Гаджибеков «Аршын мал алан» - Гүлчаһра, Асия
16. К. Шангытбаев, К. Байсеитов «Беу, қыздар-ай» - Айсулу, милиционер
17. Ш. Башбеков «Железная женщина» - Галамат
18. М. Шаханов «Желтоқсан рухы» - Күндестік
19. У. Шекспир «Ромео и Джульетта» - няня
20. Г. Гаппарова, М. Гаппаров «Вечер кукол или ревнивых девушек» - Перизат
21. Э. Хушвактов «Красное яблоко» - бабушка
22. А. Цагарели «Гамарджоба!» - Кабото
23. Е. Жуасбек «Антивирус» - Зульфия
24. С. Балгабаев «Ең жақсы еркек» - Аккербез
25. Э. Фелиппо «Цилиндр» - Рита
26. «Махамбет» - Батима ханым
27. А. Чехов «Вишня» - Шарлотта и др.

## Награды и звания
1. Почетная грамота Республики Казахстан (1991)
2. Заслуженный деятель Казахстана (2016)

• Профессиональные достижения:
1. Обладатель номинации «Лучший образ» за роль «Мамы» в спектакле Е. Аманшаева «Сломанная колыбельная» на XIII Республиканском театральном фестивале (2005)
2. В 2016 году комедия А.Чехова «Вишня» с актрисой Айман Аймагамбет Шарлоттой в главной роли стала победителем в номинации «Лучший спектакль» на XXIV республиканском фестивале драматических театров Казахстана, посвященном 25-летию Независимости Республики Казахстан. В 2016 году этот спектакль получил Гран-при VI Международного фестиваля казахстанских драматических театров Средней Азии «Казахстан - сердце Евразии», посвященного 25-летию Независимости Республики Казахстан.
3. В 2010, 2012, 2013 годах неоднократно удостаивался благодарностей Департамента культуры города Астаны.